# Văn Lưu
Văn Lưu tên thật là Đoàn Lý Ân, sinh năm 1928 tại Tiền Giang là nhạc sĩ Việt Nam, được tặng Giải thưởng Nhà nước về Văn học Nghệ thuật năm 2007.

## Tiểu sử
Văn Lưu tên thật là Đoàn Lý Ân, sinh năm 1928 tại Mỹ Tho, Tiền Giang trong một gia đình nhà nho yêu thơ ca và âm nhạc. Tiền Giang, quê ông, là chiếc nôi của âm nhạc tài tử, cải lương. Trong gia đình ông có nhiều người biết chơi các nhạc cụ dân tộc như: đàn bầu, đàn nguyệt, đàn ghita lõm phím. Vì thế, thời trai trẻ, Văn Lưu cũng chơi được nhiều loại nhạc cụ dân tộc.
Văn Lưu bắt đầu hoạt động âm nhạc ngay từ những ngày Cách mạng Tháng Tám năm 1945. Năm 1947, ông vào chiến khu Đồng Tháp vừa hoạt động văn nghệ vừa dạy văn hóa. Rồi ông chuyển qua Đoàn ca kịch Khu 8 đảm trách vai trò của một nghệ sĩ biểu diễn các loại nhạc cụ mà ông thông thuộc. Tập kết ra Bắc, ông được cử theo học lớp trung cấp âm nhạc đầu tiên do Bộ Văn hóa mở, cùng với nhiều nhạc sĩ thành danh sau này. Sau đó, ông là biên tập viên âm nhạc Đài Tiếng Nói Việt Nam và đựợc cử đi học tại nhạc việc Odexa (Liên Xô).
Sau 1975, Văn Lưu trở về quê hương và công tác tại Sở Văn hóa Thông tin Tiền Giang. Năm 1989, ông xin nghỉ hưu và tham gia sinh hoạt tại Hội Văn học Nghệ thuật Tiền Giang.
Ông mất ngày 2 tháng 1 năm 2007 tại quê nhà.

## Sự nghiệp
Thời kháng chiến chống Mỹ, nhạc sĩ Văn Lưu có nhiều ca khúc nổi tiếng gắn liền với từng bước thăng trầm của dân tộc. Tiêu biểu như các ca khúc: Nữ dân quân miền biển, Bài ca người săn máy bay, Ta, chiến sĩ giải phóng quân...
Nhận xét về tác phẩm: Bài ca người săn máy bay của Văn Lưu, nhạc sĩ Lư Nhất Vũ cho rằng: “Giai điệu của ca khúc thật duyên dáng, ca từ nôm na. Chất dữ dội của chiến tranh và chất trữ tình thể hiện tâm hồn của người chiến sĩ chan hòa với nhau tạo nên tính hấp dẫn của ca khúc.”
Ngoài các ca khúc mang âm hưởng hào hùng, nhạc sĩ Văn Lưu có một số ca khúc trữ tình được nhiều thế hệ yêu thích. Nổi bật nhất là ca khúc: Trắng trong, Ngọt mận hồng đào, Mỹ Tho, Em đi giao liên v.v...
Ca khúc Mỹ Tho được nhạc sĩ Văn Lưu sáng tác vào năm 1980, lời bài hát được phỏng từ bài thơ cùng tên của nhà thơ Việt Ánh. Hơn 30 năm đã trôi qua nhưng vẻ đẹp của con người và vùng đất Mỹ Tho được thể hiện trong ca khúc Mỹ Tho vẫn sống mãi trong hồn người.
Hơn 40 năm qua, Văn Lưu đã sáng tác hàng trăm ca khúc ca ngợi sức mạnh hào hùng và tinh thần lạc quan của dân tộc trong cuộc kháng chiến chống Mỹ và qua trình xây dựng đất nước.
Ông được Nhà nước trao tặng nhiều huân chương, huy chương cao quý.
Năm 2007, ông được tặng Giải thưởng Nhà nước về Văn học Nghệ thuật với các ca khúc: Cô đẩy xe goòng, Bài ca người săn máy bay, Nữ dân quân miền biển, Em đi giao liên, Ta là chiến sĩ giải phóng quân.

## Tác phẩm chính
- Cô đẩy xe goòng
- Bài ca người săn máy bay
- Nữ dân quân miền biển
- Em đi giao liên
- Ta là chiến sĩ giải phóng quân.
- Trắng trong
- Ngọt mận hồng đào
- Mỹ Tho...

## Vinh danh
- Giải thưởng Nhà nước về Văn học Nghệ thuật năm 2007